# Górki (Opole)
Pour les articles homonymes, voir Górki.
Górki est une localité polonaise du gmina de Prószków dans la voïvodie et le powiat d'Opole.